# Aedes montanus
Aedes montanus är en tvåvingeart som beskrevs av Steffen Lambert Brug 1939. Aedes montanus ingår i släktet Aedes och familjen stickmyggor. Inga underarter finns listade i Catalogue of Life.